# ISO 3166-1 alpha-2
Els codis ISO 3166-1 alpha-2 són els codis de país definits a la norma ISO 3166 (part ISO 3166-1) publicats per l'Organització Internacional per a l'Estandardització (ISO) per representar els països, els territoris a sobirania especial i les zones especials d'interès geogràfic. Aquest són els codis països publicats pel ISO els més utilitzats, han utilitzat sobretot pels dominis de primer nivell dels països sobre Internet (existeix exceptuàvem). Han estat inclus a la norma ISO 3166 en el moment de la seva primera edició l'any 1974.

## Utilitzacions
Els codis ISO 3166-1 alpha-2 han utilitzat a diferents entorns i fan igualment marxada d'unes altres normes. A certs casos, no són perfectament aplicats.

### Aplicacions perfectes
Els codis ISO 3166-1 alpha-2 han utilitzat a les normes on parts de normes següents:
- ISO 3166-2 — Codis pels noms de les principals subdivisions dels països
- ISO 3901 — Internacional Estàndard Recording Codi
- ISO 4217 — Norma de les divises
- ISO 6166 — Norma de valors mobilières Internacional Securities Identifying Number (ISIN)
- ISO 7372 — Trade va datar interchange (Trade va datar elements directory)
- ISO 9362 — Codis SWIFT (identificació de les banques)
- ISO 9375
- ISO 13616 — Números de comptes bancaris internacionals
- UN/LOCODE — Codi géographique elaborat i gestionat per la Comissió econòmica de les Nacions unides
- IETF language tags

### Aplicacions imperfectes
Des del 1985, els codis ISO 3166-1 alpha-2 han estat utilitzats sobre Internet al Domain Name System com dominis de primer nivell pels països. Els dominis de primer nivell corresponen generalment als codis alpha-2 però hi ha algunes excepcions. Per exemple el Regne Unit, del qual el codi alpha-2 és « GB », utilitza l'extensió .uk al lloc de .gb com domini de primer nivell, el codi « UK » (als codis ISO 3166-1) sent excepcionalment reservat al Regne Unit.
Existeixen altres aplicacions imperfectes dels codis ISO 3166-1 alpha-2, sobretot les aplicacions utilitzades per la Comissió europea i l'Organització de les Nacions unides.